# منزل علوان (الشعر)

تعديل مصدري - تعديل

منزل علوان هي إحدى قرى عزلة الأ ملؤك بمديرية الشعر التابعة لمحافظة إب، بلغ تعداد سكانها 388 نسمة حسب تعداد اليمن لعام 2004.